# Tłum

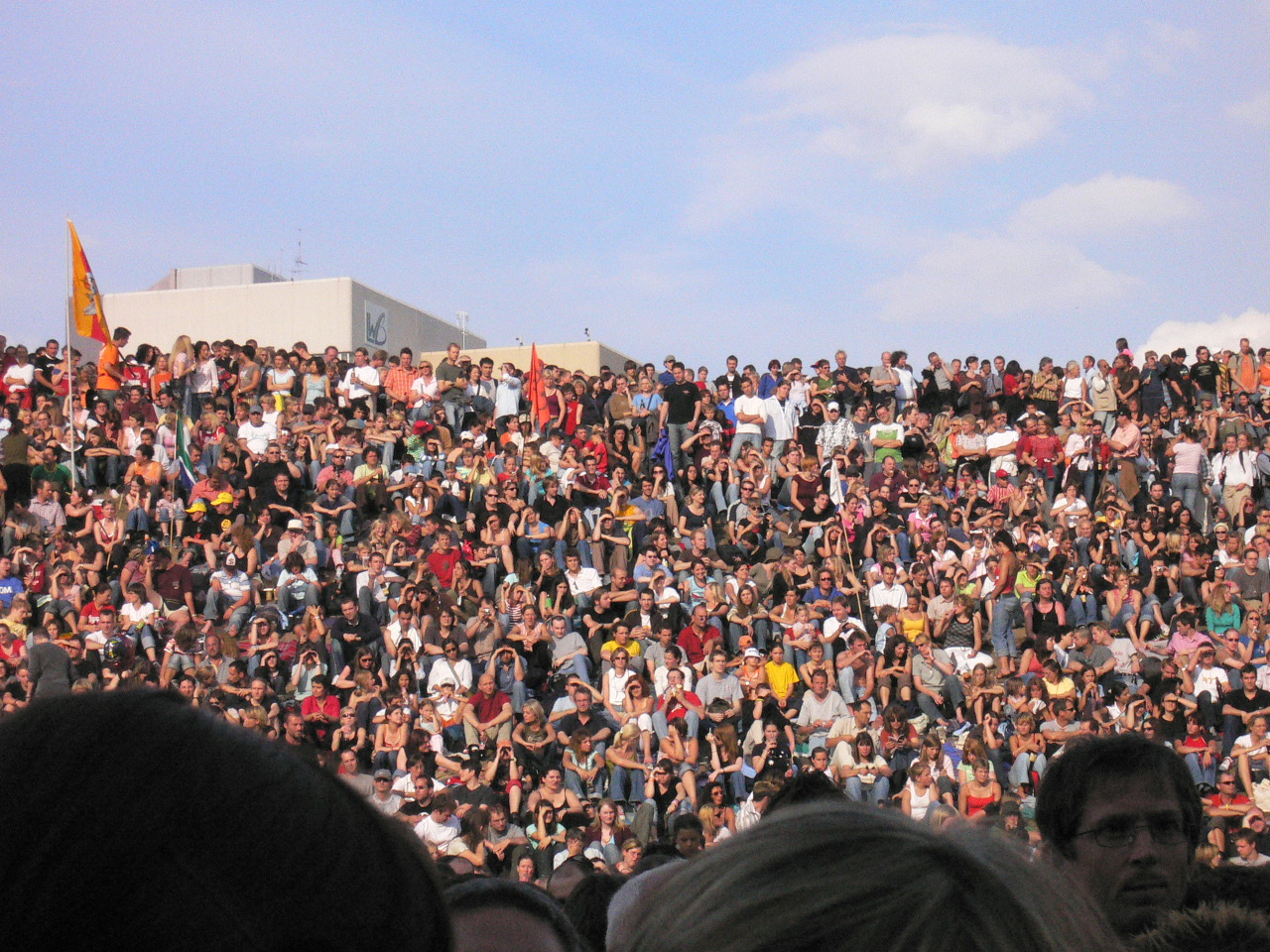
Tłum na festiwalu "Das Fest" w Karlsruhe (2005)

Tłum – w socjologii zbiorowość ludzka przyjmująca formę czasową i niezorganizowaną. Jednostki w tłumie zawsze przebywają w bliskości fizycznej i mają wspólny obiekt zainteresowania.
Tłum może też przejawiać wspólnie ukierunkowane spontaniczne działania. W takiej sytuacji w tłumie dochodzi często do naśladownictwa i (chwilowego) wyzbywania się indywidualizmu. Często też uczestnicy tłumu czują się silniejsi i tracą zdolność obiektywnej oceny sytuacji. 
Jedną z pierwszych socjologicznych interpretacji tego zjawiska zaproponował Gustave Le Bon w pracy pt. Psychologia tłumu (1895, pol. wyd. 1899 i 1986). Przepowiadał, że na skutek kryzysu cywilizacyjnego okresu następującego po rewolucji  przemysłowej "nadchodzące stulecie będzie erą tłumów". Rozpropagował pojęcie tłumu jako podmiotu polityki.

## Rodzaje tłumu
Herbert Blumer w swojej pracy pt. Collective Behavior (1969) wyróżnił następujące rodzaje tłumu:

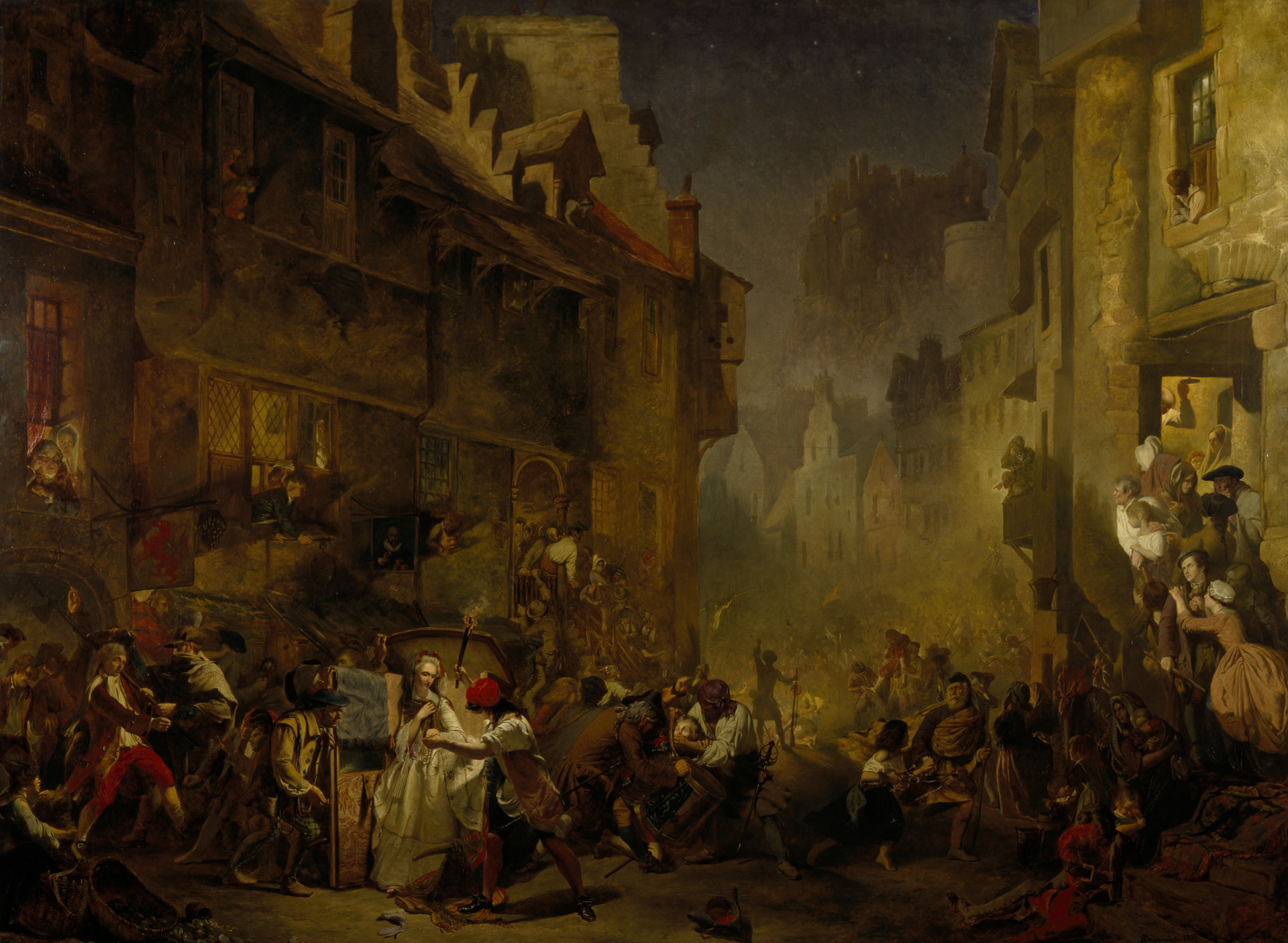
The Porteous Mob, James Drummond, 1855

- Tłum przypadkowy charakteryzuje się słabą interakcją pomiędzy uczestnikami lub wręcz jej brakiem. Są to jednostki, które przyciągnęło jakieś (często przypadkowe) wydarzenie. Przykładem takiego tłumu są osoby przyglądające się wypadkom czy też osoby zgromadzone wokół stoiska w hipermarkecie.
- Tłum konwencjonalny to jednostki zebrane w jakimś celu, który to cel jest jednak osiągany przez każdą z nich z osobna. Przykładem takiego tłumu są pasażerowie na przystanku, lub widzowie w kinie. Tłum konwencjonalny czasem nazywany jest publicznością. Publiczność charakteryzuje to, że zdania na temat osiąganego celu mogą być różne.
- Tłum ekspresyjny to taki, w którym szczególną rolę ma jakiś ładunek emocjonalny i na nim oparta jest interakcja. Przykładem takiego tłumu są uczestnicy karnawału w Rio, parady miłości w Berlinie czy zabaw sylwestrowych na rynkach miast. Publiczność na koncertach rockowych często ma cechy tłumu ekspresyjnego. Tłum taki może przejawiać zachowania normalnie niedopuszczalne.
- Tłum aktywny jest nastawiony na działalność niszczycielską, której celem jest rozładowanie emocji lub zniszczenie jakiegoś zła czy przeciwnika. Przykładem takiego tłumu są agresywni kibice na meczach piłkarskich.

Z kolei Clark McPhail i Ronald T. Wohlstein w pracy Individual and Collective Behavior Within Gatherings, Demonstrations, and Riots (1983) uzupełnili typologię tłumu o piąty rodzaj:
- tłum protestujący jest szczególnym przykładem tłumu, który wykazuje cechy tłumu konwencjonalnego (dość dobra organizacja) oraz tłumu aktywnego (działalność destruktywna).

Rozwój technologii komunikacyjnych, w tym zwłaszcza pojawienie się internetu i telefonii komórkowej, pozwala na zaistnienie form zachowań zbiorowych, w których zachowanie tłumu może być w większym stopniu zorganizowane (tzw. bystry tłum, ang. smart mob). Przykładem takiego zjawiska jest tzw. błyskawiczny tłum (ang. flash mob).